# موک ان‌میدلار
موک ان‌میدلار (به هلندی: Mook en Middelaar) یک شهرستان در هلند است که در لیمبورخ واقع شده‌است. موک ان‌میدلار ۱۲ متر بالاتر از سطح دریا واقع شده‌است.

## خواهرخوانده
شهر Přibyslav خواهرخواندهٔ موک ان‌میدلار هست.

## نگارخانه

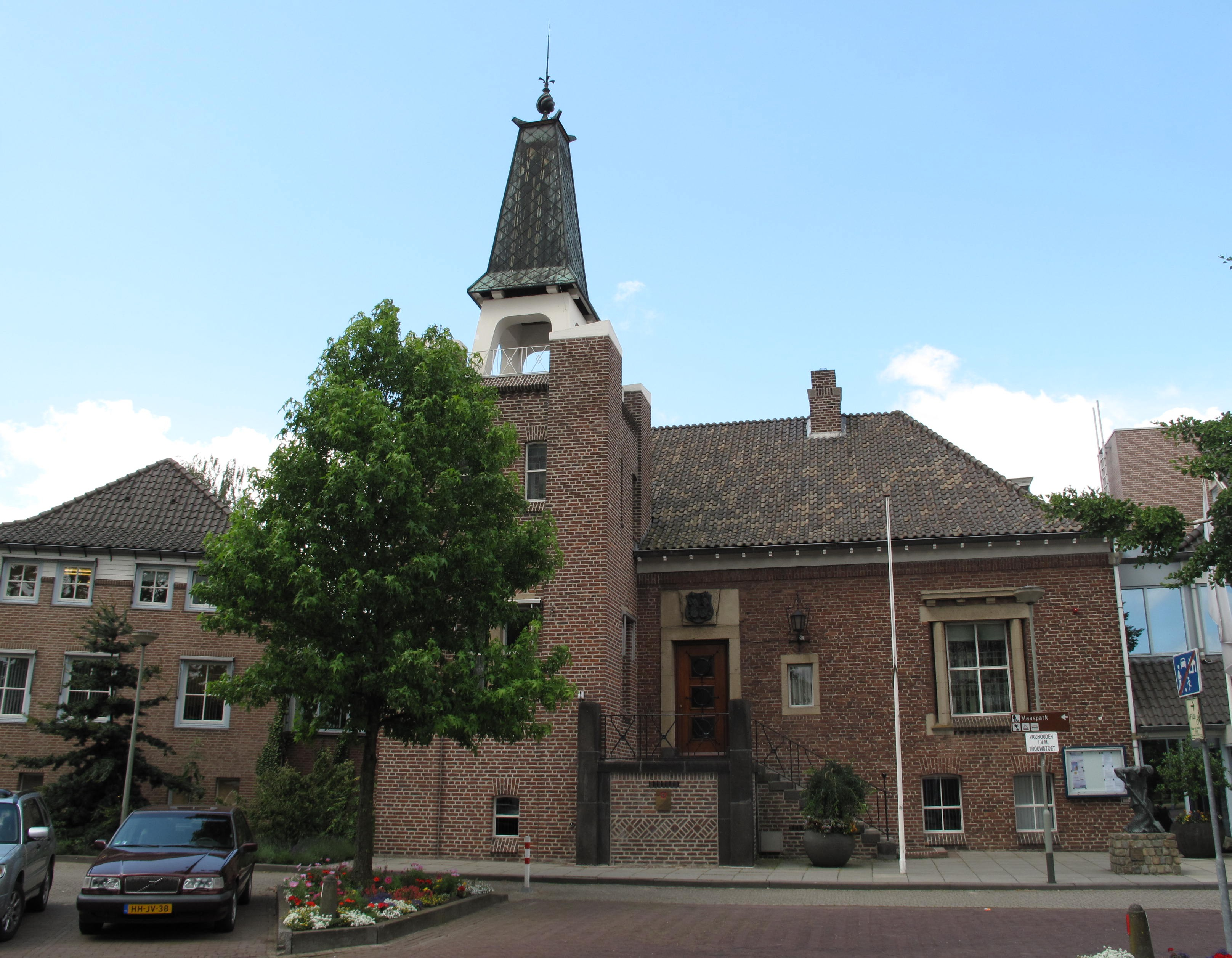
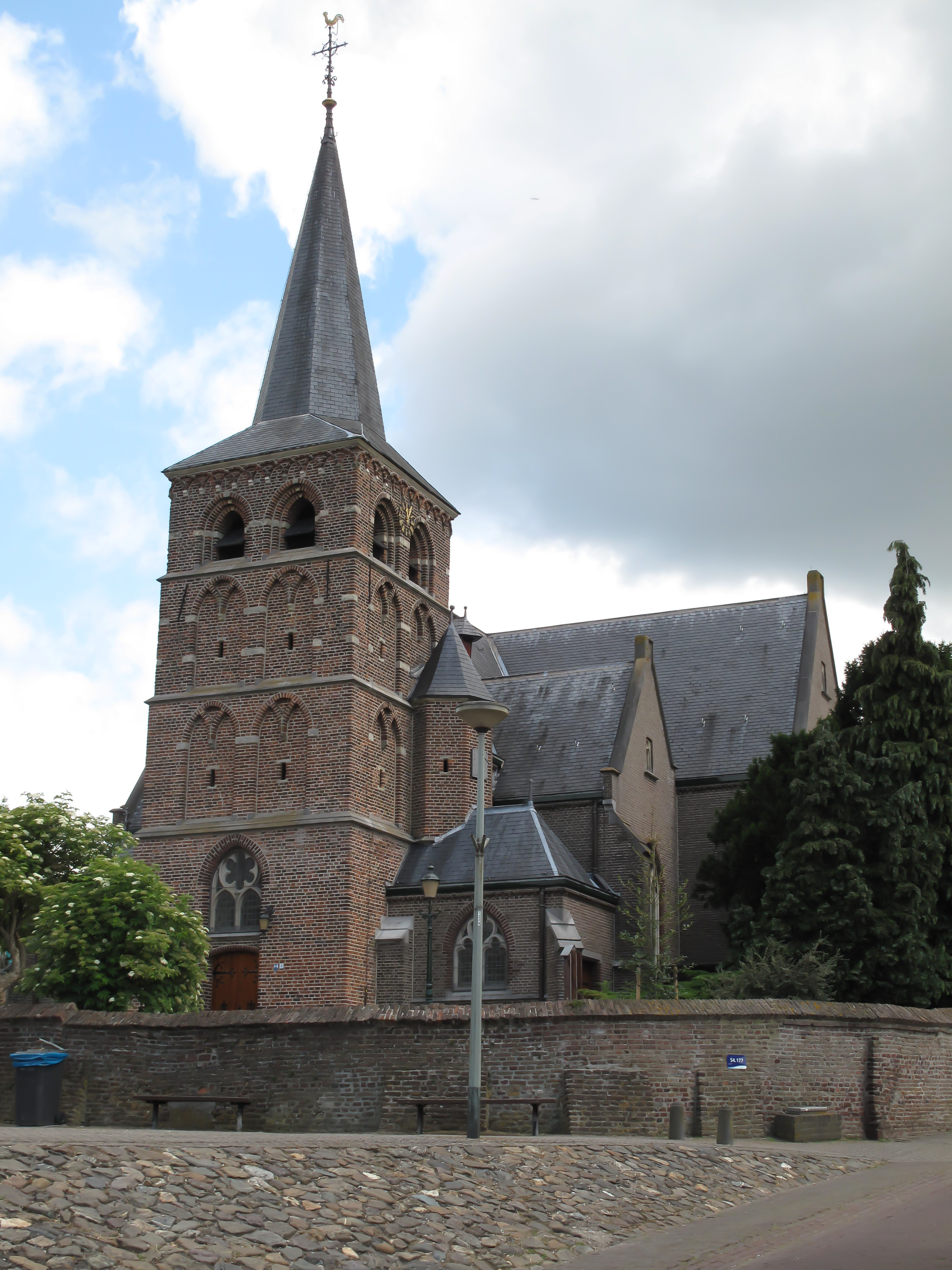
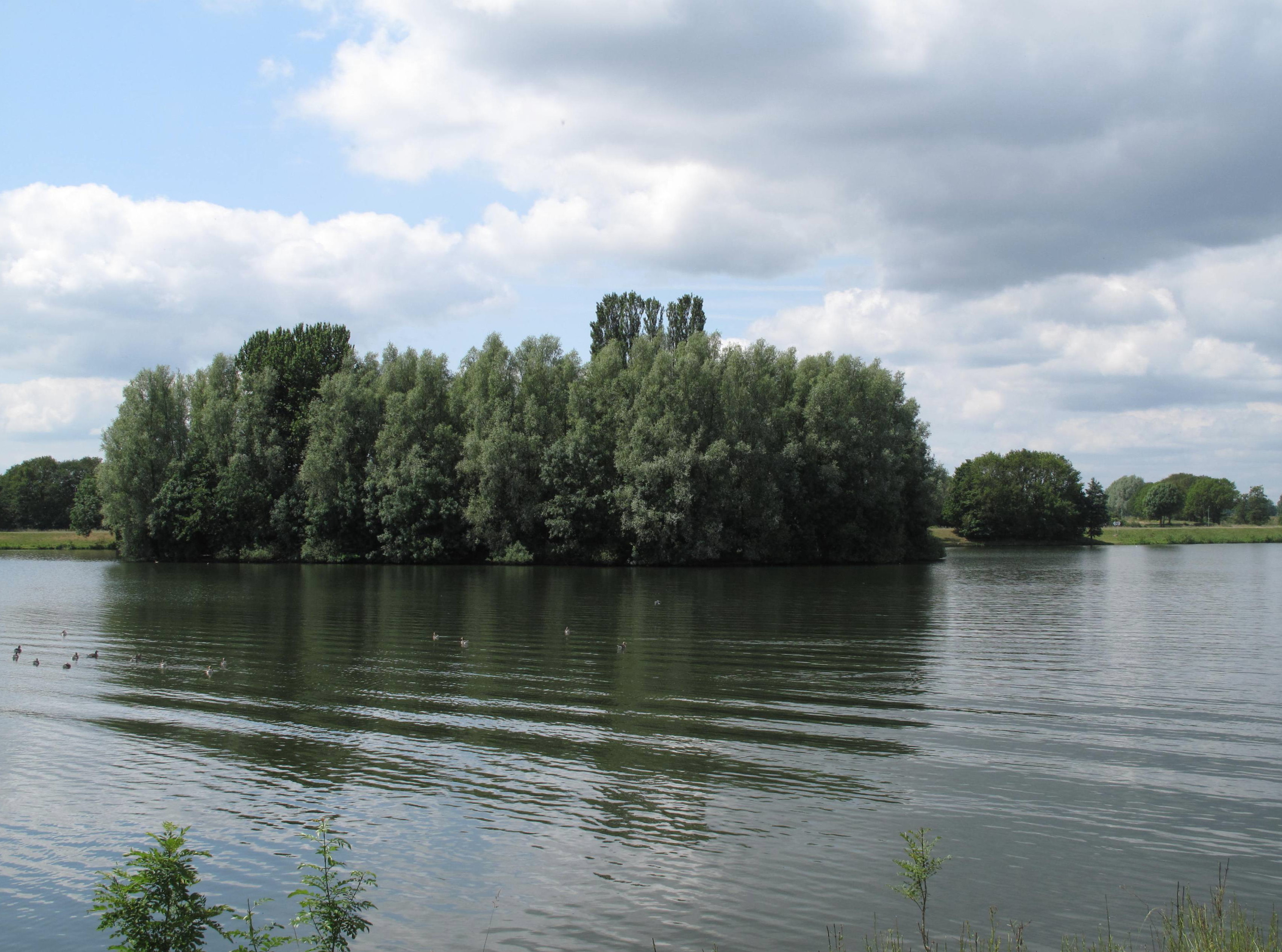
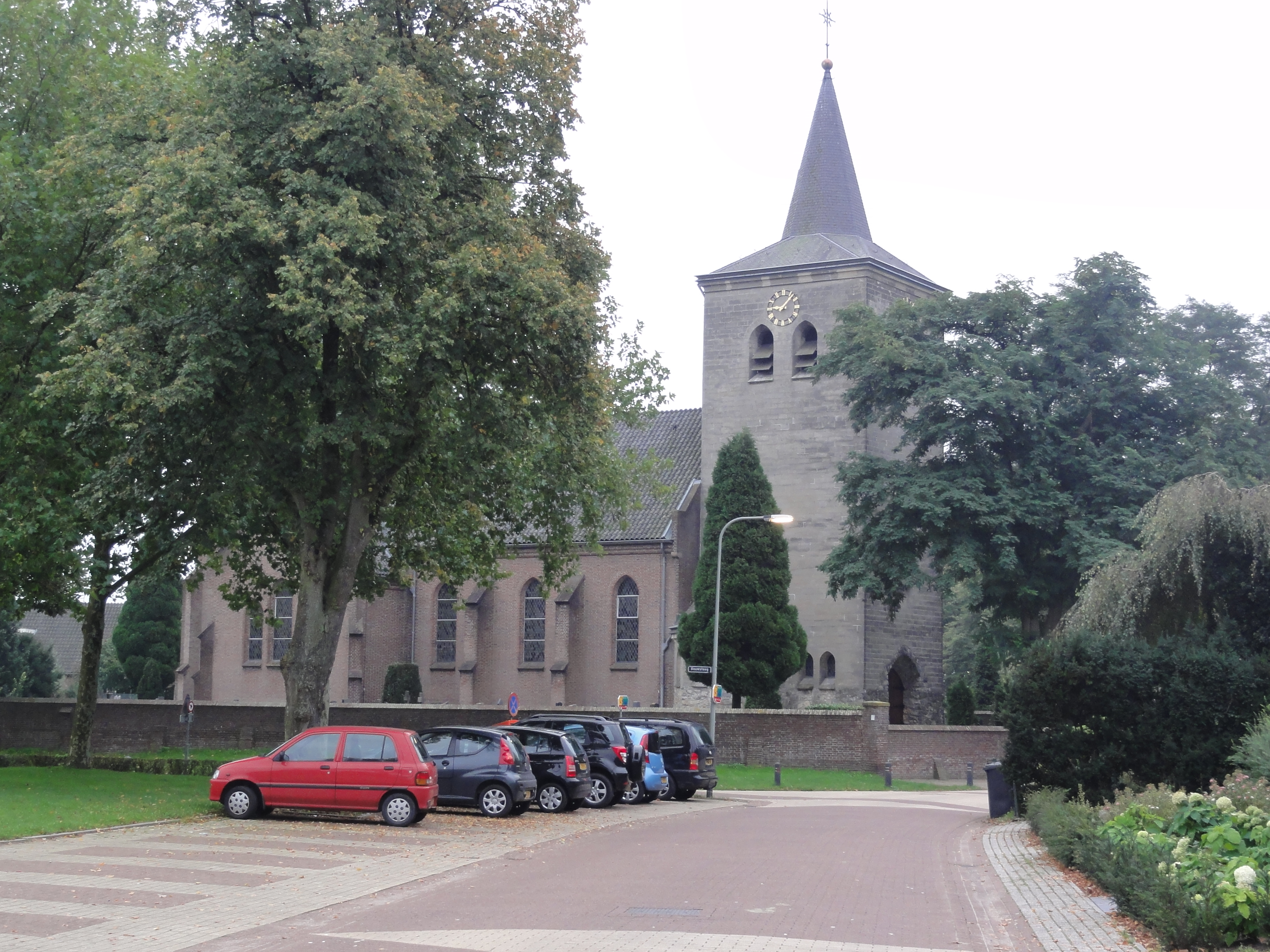
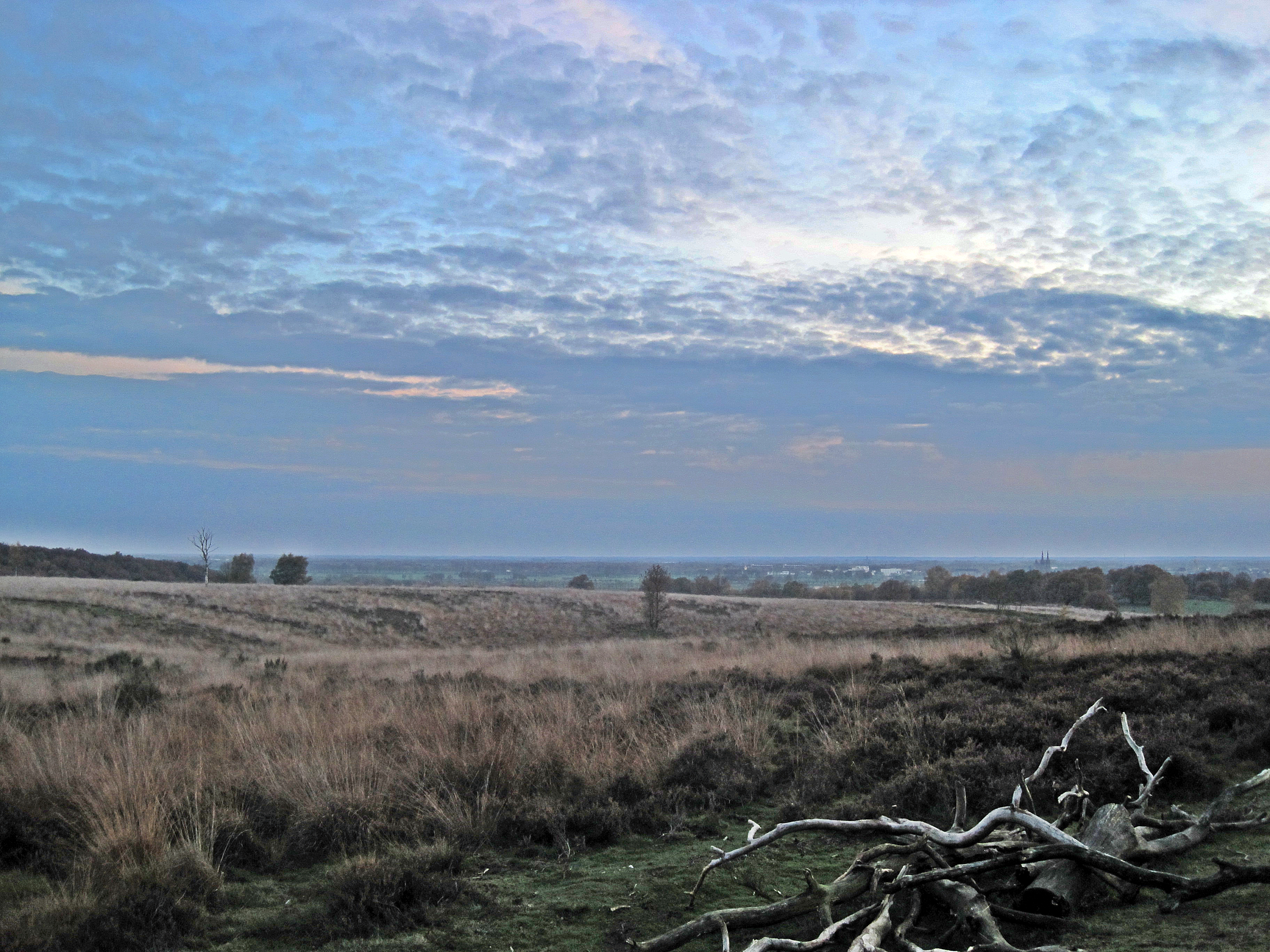